# حزقيال بابلو باز
حزقيال بابلو باز (بالإسبانية: Juan Pablo Paz)‏ هو لاعب كرة مضرب أرجنتيني، ولد في 4 يناير 1995 في كويلمس في الأرجنتين.

## وصلات خارجية
- حزقيال بابلو باز على موقع رابطة محترفي التنس (الإنجليزية)
- حزقيال بابلو باز على موقع الاتحاد الدولي لكرة المضرب (الإنجليزية)
- حزقيال بابلو باز على موقع خلاصة التنس.كوم (الإنجليزية)